# Ernst von Aster
Ernst von Aster, född 1880, död 1948, var en tysk filosof.
von Aster var professor i Giessen. Som tänkare utgick han från Hans Cornelius erfarenhetsfilosofi, och utvecklat sin syn på de kunskapsteoretiska problemen i Prinzipien der Erkenntnislehre. Versuch zu einer Neubegründung des Nominalismus (1913), Geschichte der neueren Erkenntnistheorie von Descartes bis Hegel (1921) och Geschichte der englischen Philosophie (1927). I smärre arbeten vände han sig kritiskt mot Husserls så kallade aprioriska eller eidetiska väsensskådning och den materiala värdetiken. Om hans intressen för skandinavisk kultur vittnar boken Ibsen und Strindberg (1919). 
Ernst von Alster var från 1923 gift med författarinnan Hildur Dixelius.
Han medverkade även i Svensk uppslagsbok som författare i filosofiska ämnen. 